# Estońskie filmy zgłoszone do rywalizacji o Oscara w kategorii filmu nieanglojęzycznego
Estonia przedstawia do Oscara dla najlepszego filmu nieanglojęzycznego od 1992 roku.
Dotąd wystawiono dwanaście estońskich filmów z czego tylko jeden dostał nominację do Oscara.
| Rok (Ceremonia) | Polski tytuł           | Angielski tytuł            | Oryginalny tytuł                            | Reżyser                    | Rezultat       |
| --------------- | ---------------------- | -------------------------- | ------------------------------------------- | -------------------------- | -------------- |
| 1992 (65.)      |                        | Those Old Love Letters     | Need vanad armastuskirjad                   | Vilsoni Hereniko           | Brak nominacji |
| 2001 (74.)      |                        | The Heart of the Bear      | Karu süda                                   | Arvo Iho                   | Brak nominacji |
| 2004 (77.)      | Rewolucja świń         | Revolution of Pigs         | Sigade revolutsioon                         | Jaak Kilmi, René Reinumägi | Brak nominacji |
| 2005 (78.)      | Sklep z marzeniami     | Shop of Dreams             | Stiilipidu                                  | Peeter Urbla               | Brak nominacji |
| 2007 (80.)      | Nasza klasa            | The Class                  | Klass                                       | Ilmar Raag                 | Brak nominacji |
| 2008 (81.)      | Byłem tu               | I was Here                 | Mina olin siin                              | René Vilbre                | Brak nominacji |
| 2009 (82.)      |                        | December Heat              | Detsembrikuumus                             | Asko Kase                  | Brak nominacji |
| 2010 (83.)      | Kuszenie świętego Tõnu | The Temptation of St. Tony | Püha Tõnu kiusamine                         | Veiko Õunpuu               | Brak nominacji |
| 2011 (84.)      |                        | Letters to Angel           | Kirjad Ingile                               | Sulev Keedus               | Brak nominacji |
| 2012 (85.)      |                        | Mushrooming                | Seenelkäik                                  | Toomas Hussar              | Brak nominacji |
| 2013 (86.)      |                        | Free Range                 | Free Range: Ballaad maailma heakskiitmisest | Veiko Õunpuu               | Brak nominacji |
| 2014 (87.)      | Mandarynki             | Tangerines                 | Mandariinid                                 | Zaza Urushadze             | Nominacja      |